# Joan Olivé

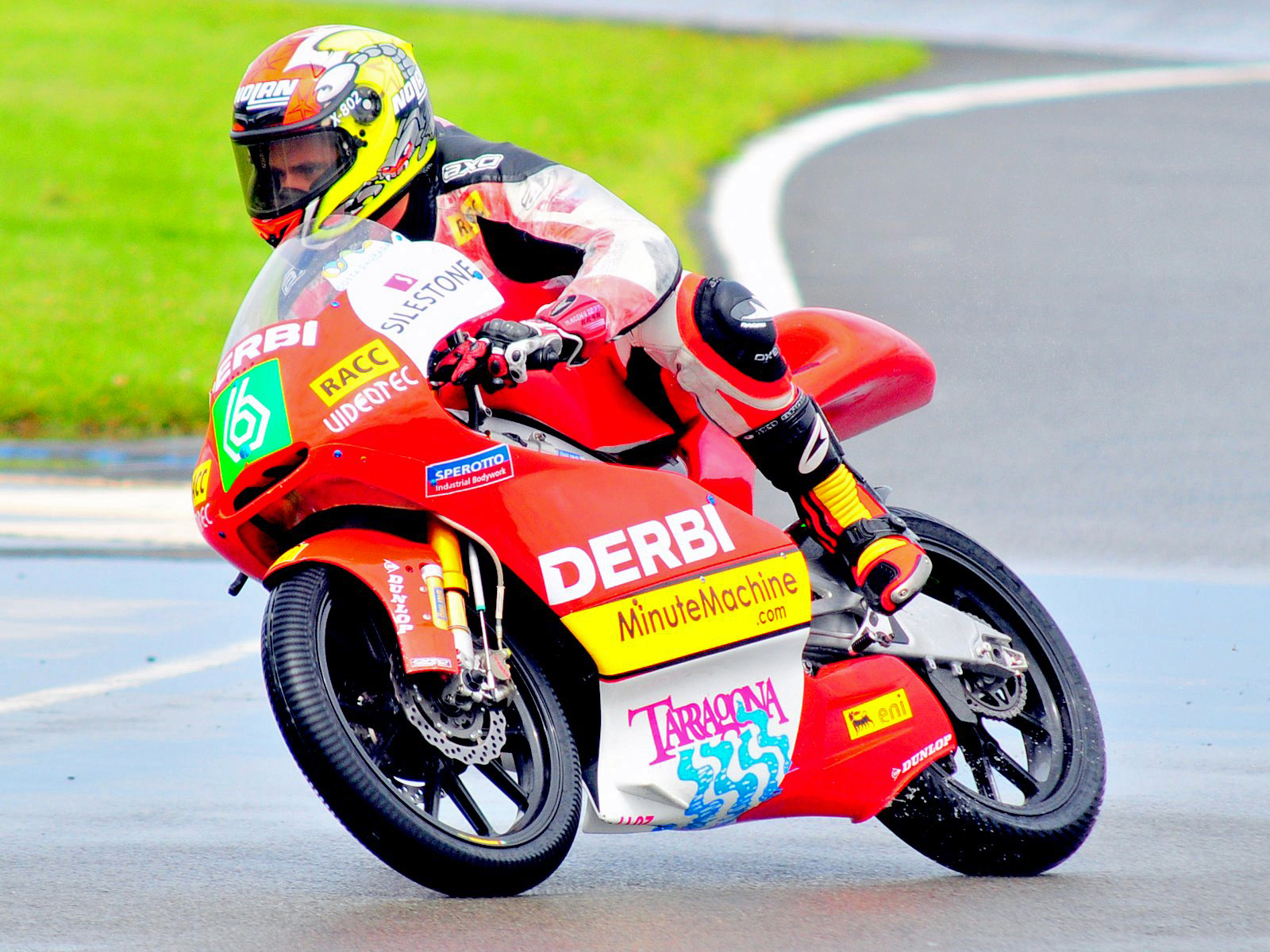
Olivé auf Derbi in Donington 2009

Joan Olivé Marquez (* 22. November 1984 in Tarragona, Katalonien) ist ein spanischer Motorradrennfahrer.

## Karriere
Joan Olivé gewann im Jahr 2000 auf Aprilia im Alter von 15 Jahren den Titel in der 125-cm³-Klasse der spanischen Meisterschaft. Daraufhin wurde er für die Saison 2001 vom spanischen Telefonica MoviStar Junior-Team des Ex-Grand-Prix-Piloten Alberto Puig für die Achtelliterklasse der Motorrad-Weltmeisterschaft verpflichtet, wo er an der Seite von Landsmann Dani Pedrosa auf Honda startete. Seine erste Saison beendete Olivé ohne Podestplatz auf dem 19. Rang. 2002 erreichte er im selben Teams mit einem dritten Platz bei der Dutch TT in Assen seinen ersten Podestplatz und schloss auf dem zwölften Platz ab. Danach fuhr er zwei Saisons auf Aprilia in der 250-cm³-Klasse, kam dabei aber nie aufs Siegerpodest und erreichte die WM-Ränge zwölf und 19.
Zur Saison 2005 wechselte Joan Olivé zurück zur 125-cm³-Klasse ins Team Nocable.It Race, wo er auf Aprilia an der Seite von Marco Simoncelli an den Start ging. Er konnte beim Großen Preis von Italien wieder den letzten Podestplatz erreichen und beendete die Saison auf dem 14. Rang. 2006 blieb Olivé zwar ohne Podestplatz, konnte sich aber in der Gesamtwertung auf den zehnten Rang verbessern. Mit zwei zweiten Plätzen in der Türkei und in Australien sowie dem achten Platz in der Gesamtwertung machte er 2007 erneut Fortschritte.
2008 fuhr Olivé sein erstes Jahr auf einer Derbi im Werksteam an der Seite von Pol Espargaró. Es sollte seine bis dahin erfolgreichste Saison werden, mit zweiten Plätzen in Katar, Portugal und den Niederlanden sowie dem dritten Rang beim Grand Prix von Tschechien und dem siebten Meisterschaftsrang. In der Saison 2009 erreichte Olivé für Derbi mit dem dritten Platz in Deutschland nur einmal die Podestränge und beendete die Saison auf dem neunten Platz.
Zur Saison 2010 wechselte Joan Olivé ins Jack & Jones by A. Banderas des Schauspielers Antonio Banderas in die neu geschaffene Moto2-Klasse. Er geht dort an der Seite des US-Amerikaners Kenny Noyes an den Start.

## Statistik

### Titel
- 2000 – Spanischer 125-cm³-Meister auf Aprilia

### In der Motorrad-WM
(Stand: Großer Preis von San Marino, 16. September 2012)
| Saison | Klasse  | Motorrad          | Rennen | Siege | Podien | Poles | Punkte | Ergebnis |
| ------ | ------- | ----------------- | ------ | ----- | ------ | ----- | ------ | -------- |
| 2001   | 125 cm³ | Honda             | 16     | –     | –      | –     | 34     | 19.      |
| 2002   | 125 cm³ | Honda             | 16     | –     | 1      | –     | 76     | 12.      |
| 2003   | 250 cm³ | Aprilia           | 16     | –     | –      | –     | 38     | 12.      |
| 2004   | 250 cm³ | Aprilia           | 16     | –     | –      | –     | 27     | 19.      |
| 2005   | 125 cm³ | Aprilia           | 16     | –     | 1      | –     | 60     | 14.      |
| 2006   | 125 cm³ | Aprilia           | 16     | –     | –      | –     | 85     | 10.      |
| 2007   | 125 cm³ | Aprilia           | 17     | –     | 2      | –     | 131    | 8.       |
| 2008   | 125 cm³ | Derbi             | 17     | –     | 4      | –     | 142    | 7.       |
| 2009   | 125 cm³ | Derbi             | 16     | –     | 1      | –     | 91     | 9.       |
| 2010   | Moto2   | Promoharris / FTR | 15     | –     | –      | –     | –      | –        |
| 2011   | Moto2   | FTR               | 6      | –     | –      | –     | –      | –        |
| 2012   | Moto3   | KTM               | 2      | –     | –      | –     | –      | –        |
| Gesamt | Gesamt  | Gesamt            | 169    | –     | 9      | –     | 684    |          |

## Verweise